# Flugplatz Hünsborn

i7
i11
i13
Der Flugplatz Hünsborn (ICAO-Code: EDKH) ist ein Sonderlandeplatz auf dem Gebiet der Gemeinde Wenden im Kreis Olpe in Nordrhein-Westfalen.
Nördlich des Flugplatzes grenzt direkt das Naturschutzgebiet Kallerhöh und Limmicketal an.

## Geschichte
Der Platz wurde 1955 eröffnet und wird heute durch die Flugplatzgemeinschaft vom Luftsportverein Hünsborn genutzt. Hauptsächlich wird der Platz für Segelflug verwendet.
Jährlich im August findet auf dem Flugplatz das Flugplatzfest statt.
Im Jahr 2016 haben sich die dort ansässigen Luftsportvereine Ferndorf-Lennestadt, Freudenberg und Netphen zum Luftsportverein Hünsborn e. V. zusammengeschlossen.